# Эгли, Андре
Андре «Энди» Эгли (род. 8 мая 1958 года в Беретсвиле) — швейцарский футболист, защитник, футбольный тренер.
Сыграл 76 матчей и забил 8 голов за швейцарскую сборную в период с 1979 по 1994 год. Он был одним из игроков на скамейке запасных во время чемпионата мира 1994.